# Sant Feliu del Castellet
Sant Feliu del Castellet fou l'església parroquial romànica del veïnat del Castellet, en el terme actual de Tremp, dins de l'antic terme d'Espluga de Serra.
Directament de l'església, no es té documentació, però sí del lloc de sant Feliu, en terme del Castellet.
No queda gran cosa de l'església, ja que fou convertida en corral; tanmateix, encara es pot observar un mur adossat a un terraplè, fet de pedres escairades, prop del qual es trobaren sepulcres de llosa.